# 市谷仲之町
市谷仲之町（日语：／ Ichigaya-nakanochō */?）是東京都新宿區的町名。住居表示實施地區，不設「丁目」。當地人口為2,273人（2013年8月1日）。郵遞區號162-0064。

## 地理
位於新宿區中央偏東，西與西北方接河田町，北鄰市谷藥王寺町，東與市谷本村町之間以外苑東通為界，南通住吉町。町內主要為住宅區。

## 歷史
1986年（昭和61年），與相鄰的河田町實施住居表示，維持舊有町名。

### 地名由來
在市谷本村町尾張德川家上屋敷與河田町屋敷的中間位置，稱為「仲之町」，後來成為地名。

## 交通
本地沒有鐵路車站，鄰近的車站有都營新宿線曙橋站，也可利用都營大江戶線牛込柳町站。

## 設施
- 新宿區立防災中心

## 備註
1. ↑  『角川日本地名大辞典 13　東京都』、角川書店、1991年再版、P872
2. ↑  .   [2013-08-09]. （原始内容存档于2014-08-19）.

## 外部連結
- 新宿區役所 （页面存档备份，存于）